# Деарт, Борис
Борис Деарт (настоящее имя: Борис Анатольевич Монастырёв), (19 января 1966 — 22 декабря 2005, Москва) — советский и российский композитор, аранжировщик и музыкант. Работал в области «романтической электронной космической музыки», это направление иногда относят к стилю «нью-эйдж». Наиболее известная и популярная электронная композиция Бориса Деарта — «Экология», которая часто исполнялась в СССР и России в 1980-90 х гг. как аудиозаставка на радио и телевидении.

## Биография
В юности был поклонником «Спейс» и Жан-Мишеля Жарра. Музыкальную карьеру начал клавишником в группе Игоря Григорьева «Большая крыша» (которая работала на стыке рока и джаза), потом был ударником в малоизвестной группе «Авангард» в МИСиСе, затем становится аранжировщиком для групп «Мегаполис» и «Квартал». Знаковым событием в биографии Бориса Деарта является знакомство с композитором и автором-исполнителем Сергеем Чекалиным, по произведениям которого Деарт делает аранжировки. Так, композиция «Экология» является аранжировкой произведения Чекалина «Люди и книги» (1988 г.). К этому времени композиции Бориса начинают транслироваться на радио и телевидении. В начале 1990-х годов Борис Деарт работает в московской группе «Фотон», играющей электронную музыку, при этом продолжает сочинять новые композиции и распространять свои записи на магнитофонных кассетах. Одна из копий попадает в редакцию испанского журнала «Синтезато», посвящённого электронной музыке и на его страницах печатается восторженная рецензия в адрес мелодий Бориса Деарта, а независимая немецкая фирма издаёт сборник с его произведениями.
В 1994 году в России выходит инструментальный альбом электронно-романтических композиций Бориса Деарта («Галактика „Розовый слон“»), куда вошла как известная «Экология», так и менее известные «Фламенко», «Голубые краски дождя», «Балаган». В записи альбома принимал участие гитарист Олег Иванин. Из-за отсутствия рекламы диск не получил популярности; относительно малая известность диска связана также с уменьшением количества выступлений Деарта и его сосредоточением на музыкальных экспериментах в своей домашней студии. Спустя два года выходит следующий альбом «665», резко отличающийся от предыдущего издания и имевший необычное содержание: он состоял из сюиты в 12 частях и уже известной композиции «Мираж» в начале альбома. После выпуска альбома «665» Борис Деарт отходит от создания собственных композиций и занимается аранжировкой поп-музыки (им, например, аранжирована известная песня «Электричка» Алёны Апиной). В 1997 году Борис в связи с финансовыми трудностями теряет свою звукозаписывающую студию и вынужден подрабатывать в музыкальном салоне студии «Союз» продавцом-консультантом.
В последние годы жизни Деарт больше не занимался музыкой и работал таксистом, начал сильно выпивать, из-за чего его семья распадается. В декабре 2005 года он умирает в своей московской квартире.

## Музыкальные произведения

### Альбом «Галактика „Розовый слон“» (1994)[2]
- Увертюрка
- Космические одуванчики
- Комета печали (аранжировка произведения С. Чекалина «На кладбище»[источник не указан 1897 дней])
- Голубые краски дождя
- Звёздное танго
- Балаган
- Экология (аранжировка произведения С. Чекалина «Люди и книги»[источник не указан 1897 дней])
- Кислотный дождь
- Фламенко
- Галактика «Розовый слон»
- No more

### Альбом «665» (1996)[3]
- «Мираж» — электронно-романтическая композиция в японском стиле.